# Bihovo
Bihovo (en serbe cyrillique : Бихово) est un village de Bosnie-Herzégovine. Il est situé sur le territoire de la ville de Trebinje et dans la république serbe de Bosnie. Selon les premiers résultats du recensement bosnien de 2013, il compte 388 habitants.

## Géographie
Le village est entouré par les localités suivantes :
|         | Volujac | Donje Čičevo         |
| Volujac | Bihovo  | Donje Čičevo Rasovac |
|         | Lapja   | Zgonjevo             |

## Histoire
Dans le village, la tour Spahović, un ensemble résidentiel qui remonte peut-être au XVIIe siècle, est inscrite sur la liste des monuments nationaux de Bosnie-Herzégovine. L'église de la Sainte-Parascève, quant à elle, est inscrite sur la liste provisoire.

## Démographie

### Évolution historique de la population dans la localité
| 1948 | 1953 | 1961 | 1971 | 1981 | 1991 | 2013 |
| ---- | ---- | ---- | ---- | ---- | ---- | ---- |
| -    | -    | 739  | 445  | 562  | 658  | 388  |

|  |